# 多傑雄天爭議
多傑雄登爭議（英語：Dorje Shugden controversy），是从1970年代開始，藏人社區為了是否應該禁止多傑雄登（也譯作雄天）信仰而產生的事件。
多杰雄登是藏傳佛教格魯派傳統上信奉的金剛護法，但歷代多有爭議，第十三世達賴喇嘛就曾頒布禁令，禁止這項信仰。從1970年代開始，第十四世達賴喇嘛多次公開反對多杰雄登信仰。1996年，第十四世達賴喇嘛對多杰雄登信仰頒布禁令，要求信奉多傑雄登的信徒，不得參加格魯派的法會以及接受灌頂。此舉引發藏族社群內部不同的聲音，反對者認為這是一種宗教迫害，造成多杰雄登的信徒因為被歧視，被迫要離開藏人社區。支持者則認為，多傑雄登信仰鼓勵宗教迫害，應該禁止。
流亡社區中的激進派西藏青年，以多傑雄登信仰來進行集結，被稱為雄天宗，他們對第十四世達賴喇嘛推動的和平談判路線不滿，主張以暴力方式加速推動西藏獨立。另外有部份多傑雄登的信眾倒向中國政府，中國政府也希望以此來打擊第十四世達賴喇嘛在藏人心中的聲譽。因此這個爭議，不只是信仰議題，也是政治議題。

## 背景歷史
此信仰的出現，與第五世達賴有很大的關係。17世紀，第五世達賴親近寧瑪派，公開向寧瑪派學法，造成他與以藏族為主的格魯派守舊人士之間產生了緊張關係，人心思變，當時反對達賴最力的格魯派仁波切札巴堅贊被達賴的僧兵拘捕之後，離奇地在拉薩的獄中被哈達絞死、並將哈達塞入口中，偽裝成自殺。其死狀悽慘，也因枉死而受到鄉民與僧侶的香火敬奉，被尊稱為多傑雄登，漢譯「雄天護法」，據說其法力高強，預言神準，神蹟頻傳，信仰於是誕生。也有人說此信仰即是西藏地區苯教中，原有對於精靈、鬼神的崇拜，苯教農民被迫皈依藏傳佛教之後，將苯教勇猛武神的形象，投射到這位挑戰達賴權威且含恨枉死的上師身上，並大力崇拜。因為相信多杰雄登可以預言未來，又有極大的能力可以抵禦外敵，历史上和近代都有很多有修为的活佛供奉多杰雄登，修行多杰雄登法。
歷史上，反對多杰雄登信仰的活佛也不在少數，第五世达赖喇嘛·罗桑嘉措曾宣告：「『多杰雄登』是一個依邪願而投生的魔。」格魯派修行者曲窮·昂旺·蔣巴（廣論大修行者），屈窮·阿旺·鳩丹（第七世達賴喇嘛·格桑嘉措的老師），以僧·丘編（第八世達賴喇嘛·強白嘉措的親教師）也認為多杰雄登是魔、是邪法。清代章嘉活佛反對崇拜多杰雄登。
早期多杰雄登的信眾反對格魯派之外的任何藏密派別，但是對薩迦派相對友善，薩迦派也允許供奉多杰雄登，因為傳說多杰雄登死後嗔恨心爆發，變成法力高強的大力鬼神，憤怒無比，在空中哭泣嚎叫，並降下冰雹跟暴風雨。薩迦派的薩迦法王路過，拿了一個心臟形狀的朵瑪，供養給他，因此多傑雄登的造像，左手都會拿著「心臟」。在19世紀後，因為薩迦派的許多上師也同樣反對多杰雄登，薩迦派停止供奉多杰雄登。
在19世紀後，因為歐洲列強勢力進入西藏，引發了西藏的民族主義。寧瑪派主導的利美運動興起之後，傳統格魯派守舊人士，擔心格魯派的地位會因此式微，這兩個因素的結合，讓多杰雄登信仰重新盛行於西藏，引起許多社會問題。
20世紀初，十三世達賴曾正式發布禁令，禁止多杰雄登信仰。但是這並沒有影響到多杰雄登信仰的興盛，著名的格魯派僧侶帕繃喀仁波切就是多杰雄登的信仰者，他的弟子赤絳仁波切與林仁波切後來成為十四世达赖的老師，因此十四世达赖在青年時也曾信奉多杰雄登。
十四世达赖經過詢問乃琼护法的神諭，在1996年5月宣布禁令，禁止格魯派信众继续信奉多杰雄登，多杰雄登的信徒不得參加格魯派的法會以及接受灌頂。
據中國官媒《中国民族报》報導，1996年6月6日，根据达赖的要求，西藏流亡政府议会作出决议，凡在流亡政府各部门、社会团体以及各藏人居住区、寺院、学校的工作人员，严禁供奉多杰雄登。流亡政府、达赖私人秘书处发出通知，要求所有寺院的僧人一律要签署保证书，停止供奉多杰雄登，并称“继续供奉的人将成为藏人社会的公敌”。

## 雙方態度

### 達賴喇嘛
第十四世達賴喇嘛禁止多傑雄登，所持的理由是：

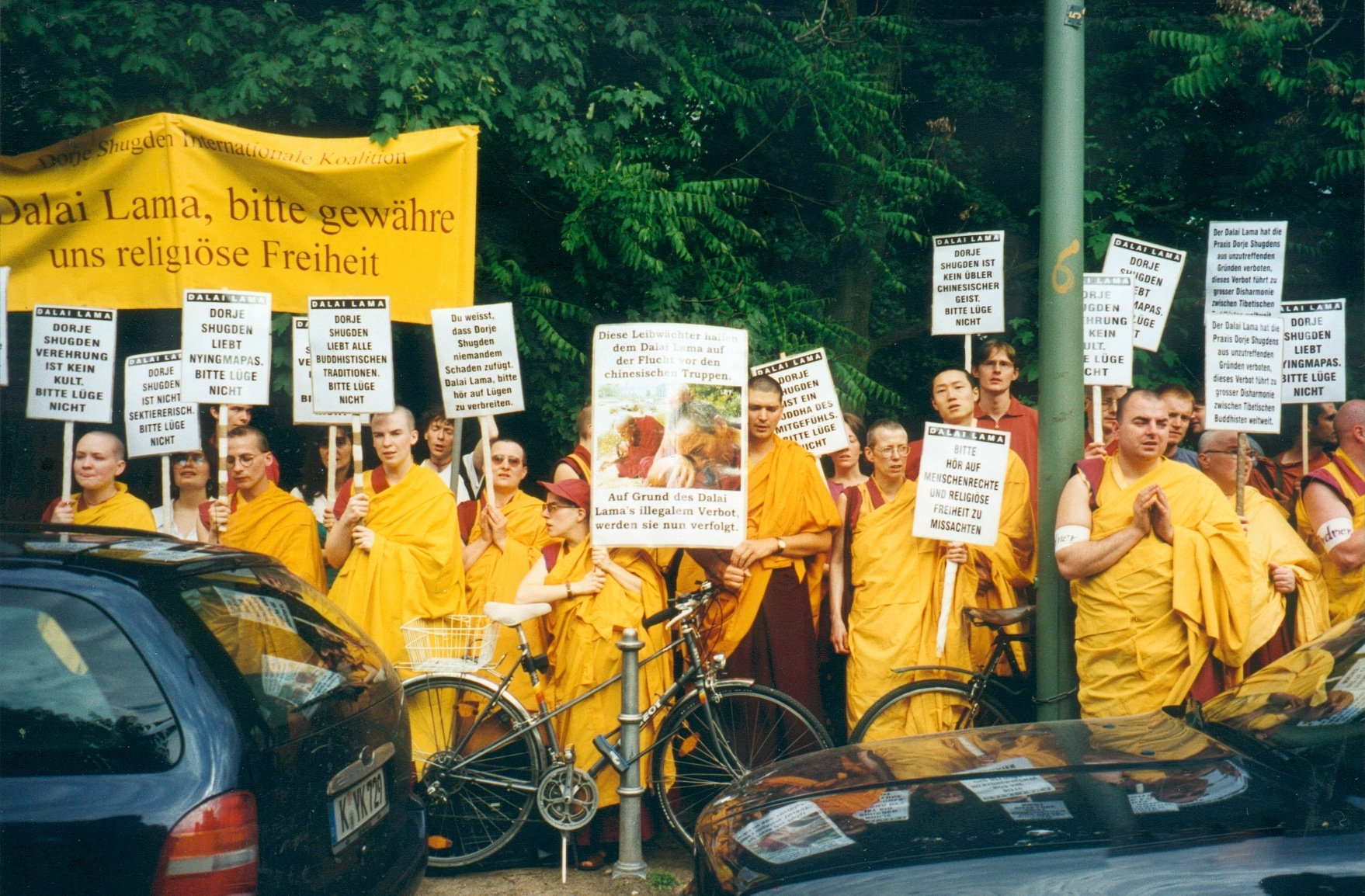
1998年，柏林的新噶當巴團體向第十四世達賴喇嘛表達抗議。部分德語標誌翻譯為：「你知道多傑雄登不傷害任何人，請達賴喇嘛不要撒謊！」以及「多傑雄登喜愛所有的佛教傳統，請不要說謊！」

1. 多杰雄登信仰被歷代修行者及十三世達賴所反對，修持多杰雄登法會造成許多負面的影響。
2. 多杰雄登信仰者反對寧瑪派的教典，違反不分教派的尊重精神，造成宗教不寬容。
3. 藏傳佛教的信仰者，應該要皈依三寶，依止那爛陀寺的傳承論典，而不是遵行西藏傳統祭祀天神的風俗習慣。

第十四世達賴喇嘛警告，依止「多杰雄登」的話，將會損害師徒的關係，使上師的壽命縮短。信奉多傑雄登的信徒，將無法得到他的灌頂。他同時指責雄天宗是藏傳佛教中的塔利班份子，認為他們鼓吹暴力活動。

### 多傑雄登支持者
信奉多杰雄登者，認為對多傑雄登的禁令，造成格魯派內部的爭議，影響藏人之間的和平相處，違反宗教自由。印度新德里马久鲁卡迪拉藏人区甘丹寺的格列喇嘛说：“达赖宣布雄天为邪灵，是因为藏传佛教格鲁派内部各派上师间的矛盾越来越深，以致发展到要通过采取政治方式解决宗教问题的堕落的地步。”格列还说，“他违反了佛家的大戒‘贪’，破坏了五大传统教派，尤其是格鲁派内部和睦相处的传统，在印度的藏人中播下了骚乱不和的种子。”
早在1959年达赖流亡到印度之后，达赖周围人士推動藏传佛教宁玛派、萨迦派、噶举派、格鲁派及苯教统一，属于利美運動。格鲁派中堅持保持自身宗派文化的人士，則利用多傑雄登信仰集結，希望保持本身宗派的純淨。印度新德里马久鲁卡迪拉藏人区甘丹寺的格列喇嘛在接受采访时，更认为达赖周围人士当时试图将藏传佛教宁玛派、萨迦派、噶举派、格鲁派及苯教统一为名叫“日吉弥”的教派，目的是使达赖成为藏传佛教的惟一领袖，从而在精神、物质、政治上有绝对控制力。
达察·洛桑益西强白嘉措活佛2008年前后就达赖涉嫌多杰雄登的宗教迫害问题向印度高等法院提起申诉。他咨询的律师Shree Sanjay Jain称：
在下述意义上，这是一个非常明确的宗教迫害案例。如果在你的教派中，你说这个神祇不得受到崇信，而把那些愿意崇信他的人们逐出主流佛教，这就是最为恶劣的歧视。
达察·洛桑益西强白嘉措宣称如果信仰多杰雄登的藏人不得不生活在达赖统治下的西藏，那他们“将很可能被钉在十字架上”。他还将（西方雄登學会）的多杰雄登信仰者的遭遇同1930年代犹太人在纳粹德国的遭遇相提并论，并称之为宗教种族隔离。
支持多杰雄登信仰的格鲁派高僧中，有不少已同中华人民共和国关系友好。一些支持多杰雄登信仰的高僧，如旅居意大利的刚坚活佛等人，也已经常到中国参加佛教交流活动。自命為功德林活佛的羅布次仁也曾经到中国访问。中国方面认为打压多杰雄登信仰属于达赖及流亡政府的负面新闻，所以对多杰雄登信徒也抱持一定同情。例如中國共產黨西藏自治區委員會辦公廳2014年2月20日的文件《關於正確處理「俱力護法神」（傑欽修丹）問題的幾點意見》就指出：「『俱力護法神』問題，是我們與十四世達賴集團作鬥爭的一個重要方面」，原則上要主動作為。
另一方面，多傑雄登信仰者中，也有一部分积极支持西藏独立，并且主张以暴力方式推動西藏獨立。這些人以多杰雄登信仰結合，自稱為雄天宗。因為支持多傑雄登信仰，格桑嘉措公開反對達賴喇嘛，與他決裂，因此移居英國倫敦建立新噶當巴傳承。雄天宗的信徒多次威脅將要行刺十四世達賴。格桑嘉措被認為是雄天宗的背後支持者，但他本人否認與他們有關係。
在美國加州登記為合法慈善團體的國際雄登社群（英語：International Shugden Community，ISC），自2004年開始抗議活動，抗議達賴喇嘛迫害雄登信仰。路透社記者在2015年的報導，認為這個組織接受中華人民共和國政府的資助，成為破壞達賴喇嘛聲譽的主要工具。這個組織於2016年3月10日宣布解散，不再活動。

## 社會反應
達賴喇嘛禁止多杰雄登信仰，引起多杰雄登信徒的不满，因為这違反傳統。禁令造成許多多傑雄登信徒被迫離開藏人社區。因此导致1996年10月在达兰萨拉，部分僧侣游行要求信仰自由，并且后来又多次在达赖喇嘛访问美国、德国、英国等国家时举行示威。
據《中国民族报》報導，1996年的禁令下达后，藏青会、藏妇会出动大批人员到藏人居住区及寺庙中搜查并捣毁多杰雄登神像，骚扰并殴打多杰雄登信徒，制造多起流血事件，许多人被迫离开家或离开寺院。如有喇嘛、比丘尼想违抗禁令，西藏流亡政府、藏青会、藏妇会等组织便会强行将他们驱逐出寺庙，禁止他们进入藏人区和其他藏人联系，而且不让他们从藏人开办的商店里买东西。对公开信奉多杰雄登的普通藏人，就将他们子女驱逐出学校，不再向他们提供护照等旅行证件，还公开张贴拒绝者的照片，发出死亡警告书。羅布次仁接受采访时说，“雄天信众不断向达赖陈情诉苦，祈求他慈悲为怀，但他没有改变主意，也没有提供一个明确的宗教解释。”
1997年，达赖访问英国时，达赖伦敦办事处的人员不断同多杰雄登信众接触，恳请他们停止示威游行，并答应等达赖结束访问英国之后，商议解决多杰雄登问题的办法。“他们接受了恳求，停止了示威，但他一回到印度，对雄天信众的迫害反而变本加厉。”羅布次仁说。
據《中国民族报》報導，1990年代末，积极支持多杰雄登信仰的羅布次仁在家中被刺殺，身受重伤，赤江活佛和松布活佛这两位年轻活佛则遭到“死亡威胁”。
1997年，達賴的好友洛桑嘉措（Lobsang Gyatso）由於反對多杰雄登信仰，支持達賴喇嘛，因此在達蘭薩拉遭到謀殺。同時學院中的三位僧侶，也在達賴喇嘛辦公室的附近遭到襲擊，身中十六刀而死亡。印度警方相信這是由雄天宗信徒所發動的謀殺行動。
據《中国民族报》報導，2000年9月10日，居住在印度、尼泊尔的信仰多杰雄登的部分藏族信徒在印度甘丹寺集会，西藏流亡政府治安部、宗教部动员3000多人冲击会场，导致50多人受伤，两名僧人伤势严重，生命垂危。事件发生之后，印度当地政府派大批警察封锁了现场，隔离了双方，并收容了部分肇事人员，在甘丹寺内昼夜巡逻。2000年9月12日，多杰雄登信徒在印度色拉寺集会结束之后，1000多名藏人围攻参加集会者，导致10多人受伤。次日，印度比拉库佩等地发生示威，有人贴出了“不要达赖的领导”、“达赖是宗教专制的罪魁祸首”、“民主靠个人奋斗，不靠达赖恩赐”、“要真宗教自由，不要假宗教自由”等等标语。
2008年2月初，达赖以“民主投票表决，多数人同意放弃雄天教义”的结果，在迈苏尔下令将迈苏尔的九百位僧人驱逐出寺院，同时要求所有藏人必须签订永远放弃修炼多杰雄登的声明，承诺在精神、物质、社会关系方面和未签署者不保持任何形式的联系。达赖还再度称多杰雄登是“支持中国的邪灵”。尽管如此，仍有大约5000名多杰雄登的信徒拒绝签署放弃修炼多杰雄登的声明。
2008年前后，羅布次仁就达赖涉嫌宗教迫害问题向印度高等法院（Indian High Court）提起申诉。
2008年，500多名僧人因拒绝遵从有关多杰雄登的禁令，被西藏流亡政府从印度甘丹寺内驱逐出去。他们此后在该寺附近创立了夏甘丹寺（英語：Shar Gaden Monastery），于2009年10月23日至26日正式成立。由于这些僧人主要来自甘丹寺内的夏孜扎仓，因此甘丹寺内的夏孜扎仓此后无法维持，被迫关闭。
2008年以来，无论达赖到哪个国家访问，都有身穿藏传佛教袈裟的多杰雄登信众抗议，而且参加者大部分都是当地人。比如2008年4月22日，达赖访问美国纽约，在柯盖特大学演讲时，来自十余个国家的佛教徒共同抗议达赖的宗教压迫，并称达赖根本没给藏族人民宗教自由。又如2008年5月16日下午，达赖来到德国波鸿的鲁尔会议中心演讲，会场外便有大约100余名多杰雄登的白人信众，打着“达赖喇嘛是骗子”、“停止宗教迫害”等德文横幅抗议。随后几天，达赖访问的纽伦堡、班贝格、柏林都出现了多杰雄登信众的抗议队伍。2008年6月11日，达赖到澳大利亚悉尼演讲时，又有一些来自“西方雄天社区”组织的流亡藏族僧人抗议他“压制宗教自由”。
由于每次参加抗议的大部分都是当地人，引起了当地媒体的关注。格列喇嘛称，西藏流亡政府公开迫害多杰雄登的行为，在迈苏尔的藏人区明显减少。
据路透社报道中共统战部门的高官朱维群与多杰雄登教派有着千丝万缕的关系，而朱维群正是中共通过统战部资助并遥控这支海外力量进行反对达赖喇嘛的抗议活动的。

## 外部連結
- Statement of the Deutsche Buddhistische Ordensgemeinschaft (DBO, German Buddhist Monastic Association) on the Protests against the Dalai Lama by the International Shugden Community (ISC)
- The Central Tibetan Administration’s position on the Shugden/Dholgyal followers from Tibet
- Battle of the Buddhists（页面存档备份，存于）. 獨立報